# Morreira
Morreira is een plaats (freguesia) in de Portugese gemeente Braga en telt 796 inwoners (2001).